# Rhinobothryum
Genre
Rhinobothryum est un genre de serpents de la famille des Colubridae.

## Répartition
Les espèces de ce genre se rencontrent en Amérique centrale et dans le nord de l'Amérique du Sud.

## Liste des espèces
Selon The Reptile Database (21 mars 2012) :
- Rhinobothryum bovallii Andersson, 1916
- Rhinobothryum lentiginosum (Scopoli, 1785)

## Publication originale
- Wagler, 1830 : Natürliches System der Amphibien, mit vorangehender Classification der Säugetiere und Vögel. Ein Beitrag zur vergleichenden Zoologie. 1.0. Cotta, München, Stuttgart and Tübingen, p. 1-354 (texte intégral).